# Expo 2000
Expo 2000 var en Verdensudstilling i Hannover, Tyskland, som fandt sted i perioden 1. juni – 31. oktober 2000. Udstillingen var lagt på byens store messeområde (Messegelände Hannover).

## Historie

### Baggrund
Den 14. juni 1990 besluttede den internationale verdensudstillingskommite, at verdensudstillingen i 2000 skulle placeres i Hannover i det daværende Vesttyskland, der slog Toronto på målstregen i bestræbelserne på at få værtsskabet.
I 1992 vandt en arkitektgruppe fra Locarno i Schweiz en designkonkurrence om masterplanen for hele udstillingen.

### Konstruktion
Den 5. maj 1994 dannedes et selskab på foranledning af regeringen i Bonn. Selskabet skulle være ansvarshavende for såvel konstruktionen af udstillingen som selve driften heraf. Det første spadestik til Expo 2000 blev taget den 22. april 1996.
Til forskel fra foregående verdensudstillingers fokus på landvindinger indenfor videnskab og teknologi gik temaet for Expo 2000 mere i retning af udvikling og løsninger ude i fremtiden.

### Udstillingen
Udstillingen åbnede som planlagt den 1. juni 2000 og varede de efterfølgende fem måneder frem til udgangen af oktober.
40 millioner besøgende havde man kalkuleret med, men der kom kun lidt over 25 millioner. Dette medførte store økonomiske problemer med underskud i nærheden af 600 millioner dollars.

## Pavillonerne
En række temapavilloner, der berørte emner som uddannelse, mobilitet, arbejde, energi, forurening etc., var rejst på udstillingen. Hertil kom et stort antal nationale pavilloner, der hver især gav de enkelte nationer mulighed for at præsentere deres specielle bud på fremtiden. I alt 155 nationer var repræsenteret på Expo 2000.
Den islandske pavillon er siden opstillet i Danfoss Universe i Nordborg, Danmark.

### Danmark på Expo 2000
Den danske afdeling bestod i realiteteten af tre pavilloner, indbyrdes forbundet med en hovedpavillon. Omgivet af vand og med en bro, der førte ind til hovedindgangen, skulle udstillingen vise lidt af hvad Danmark havde at byde på. Vand, vind og natur havde en stor rolle i præsentationen, men også himlens genspejlen i pavillonernes forskellige geometriske former skulle lede de besøgendes tanker i retning af naturen.
I den halvkugleformede pavillon var det vindkraft, der blev præsenteret. I det kubeformede hus var det omgangen med vand, der var i centrum, mens der i det pyramideformede hus var fokus på ernæring og fødevarekvalitet. I hovedhuset fandtes udstillingen 'Det legende Menneske'.
Udenfor den danske pavillon var skulpturgruppen Det genmodificerede Paradis af Bjørn Nørgaard. Dette værk er siden flyttet til Langelinie i København.

## Rundt på området
For at gøre det nemmere for publikum at komme fra den ene ende af det store område til den anden var der rejst en svævebane, Expo-Seilbahn, hvor et stort antal 8-personers gondoler i fast pendulfart kørte pladsen rundt. Dette gav ligeledes publikum mulighed for et kig på området oppefra.

Gondelerne fra svævebanen betjener i dag publikum i et skiområde i Schwarzwald.